# Rawa Makmur (Kolang)
Rawa Makmur is een bestuurslaag in het regentschap Tapanuli Tengah van de provincie Noord-Sumatra, Indonesië. Rawa Makmur telt 402 inwoners (volkstelling 2010).